# Isoneuromyia brevinervus
Isoneuromyia brevinervus är en tvåvingeart som beskrevs av Shaw 1940. Isoneuromyia brevinervus ingår i släktet Isoneuromyia och familjen platthornsmyggor.
Artens utbredningsområde är Costa Rica. Inga underarter finns listade i Catalogue of Life.